# Brochard der Deutsche
Brochard der Deutsche (französisch für Burkhardt, auch Brochard l'Allemand oder l'Alemant) war ein Dominikaner des 14. Jahrhunderts.
Ihm wird von einigen Autoren das 1332 fertiggestellte Buch Directorium ad passagium faciendum zugeschrieben, das Philipp VI. (Frankreich) gewidmet ist. Er gilt ferner als Autor von L’advis directif pour faire le passage d’oultremer, einem Reiseführer nach Outremer, den Kreuzfahrerstaaten jenseits des Meeres („outre mer“).
| Personendaten    | Personendaten                                                       |
| ---------------- | ------------------------------------------------------------------- |
| NAME             | Brochard der Deutsche                                               |
| ALTERNATIVNAMEN  | Brochard l'Allemand (französisch); Brochard l'Alemant (französisch) |
| KURZBESCHREIBUNG | deutscher Dominikaner                                               |
| GEBURTSDATUM     | 13. Jahrhundert oder 14. Jahrhundert                                |
| STERBEDATUM      | 14. Jahrhundert                                                     |